# Seversky SEV-3
El Seversky SEV-3 fue un monoplano anfibio de tres plazas de construcción totalmente metálica. Fue el primer avión diseñado por Alexander P. de Seversky, en 1931.
El SEV-3 fue, en última instancia, el antepasado de una familia de prototipos de avanzados aviones de combate, incluyendo los SEV-3XLR, SEV-2XP (caza biplaza) y el caza monoplaza SEV-1XP, así como el entrenador básico Seversky BT-8.
El cambio más radical se produjo cuando el tren fijo del SEV-1XP fue sustituido por uno retráctil, del que derivó el prototipo de la serie de cazas Seversky P-35.

## Diseño y desarrollo

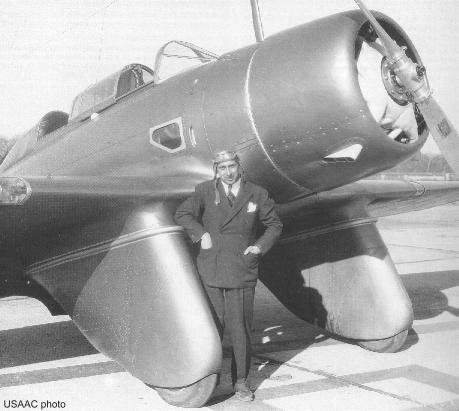
Alexander de Seversky, de pie delante del SEV-3XAR, otoño de 1934.

En 1931, el ingeniero, expiloto naval de la Flota del Báltico rusa e inventor y escritor Alexander P. de Seversky, exiliado en 1918 a Estados Unidos, con el apoyo de importantes hombres de negocios e ingenieros, como el más tarde famoso Alexander Kartveli, nombrado diseñador jefe, fundó la Seversky Aircraft Company. Esta empresa en un principio no tenía factoría propia, y Seversky firmó un contrato para la construcción de la aeronave en la fábrica de la empresa de aviación Edo Aircraft Corporation (EDO).
El triplaza anfibio denominado SEV-3 estaba listo para el verano de 1933. Esta máquina, verdaderamente innovadora, era un monoplano de ala baja elíptica, de construcción completamente metálica; la superficie interna de las alas eran depósitos de combustible, lo que también era una innovación. Los flaps de aterrizaje y los frenos aerodinámicos del diseño original contribuyeron a mejorar las características de aterrizaje.
Durante el despegue desde el agua, las ruedas del chasis, con la ayuda del sistema hidráulico, podían entrar en los flotadores, reduciendo así la resistencia hidrodinámica durante el recorrido de despegue. Cuando se usaba el avión en tierra, las ruedas se movían hacia afuera y se liberaba simultáneamente el bloqueo de los flotadores. Podían girar alrededor del eje en un plano vertical, lo que eliminaba el riesgo de fallos al aterrizar con un gran ángulo de ataque. El monoplano estaba propulsado por un motor radial Wright J-6 Whirlwind de 313 kW (420 hp). Tenía dos cabinas en tándem, una cabina delantera para el piloto y una cabina trasera para dos pasajeros, ambas con cubiertas deslizantes. Podía equiparse con dos flotadores anfibios gemelos que tenían ruedas principales instaladas en los flotadores para permitirle operar desde tierra, o con un tren de rodaje fijo con ruedas de apoyo encerradas en grandes carenados. El SEV-3 voló por primera vez, con configuración de anfibio y pilotado por el mismo Seversky, en junio de 1933, demostrando un excelente desempeño tanto como anfibio como avión terrestre.
El 9 de octubre del mismo año, Seversky, con un SEV-3M, estableció un récord mundial de velocidad de anfibios de su categoría de 290 km/h. El 15 de septiembre de 1935, después de reemplazar el motor por un nuevo Wright Cyclone con una potencia de 710 hp, Seversky logró un nuevo resultado: 371 km/h. Esta velocidad se mantuvo imbatida para anfibios con motor de pistón durante 49 años.
En 1935, la empresa recibió una orden del Gobierno colombiano; la orden inicial por 18 aeronaves se redujo a seis y finalmente solo a tres aparatos, que fueron designados SEV-3M-WW. Disponían de armamento y radio, una velocidad máxima de 322 km/h y un techo de 6706 m (22 000 pies).
El SEV-3M original fue comprado en 1938 por varios simpatizantes estadounidenses de la República española y enviado a España, donde sirvió en la primera escuadrilla del Grupo 71 de las Fuerzas Aéreas de la República Española en calidad de avión de enlace, perdiéndose el 6 de febrero de 1939 en Bañolas.
El diseño influyó en una larga línea de aviones Seversky y posteriores de la compañía sucesora Republic Aviation, lo que finalmente llevó al desarrollo del Republic P-47 Thunderbolt. Una versión terrestre fue usada por el Cuerpo Aéreo del Ejército de los Estados Unidos como entrenador básico, con la designación BT-8, de los que se ordenaron 30 ejemplares en 1935. Demostraron estar muy faltos de potencia y fueron rápidamente reemplazados por el North American BT-9.

## Variantes

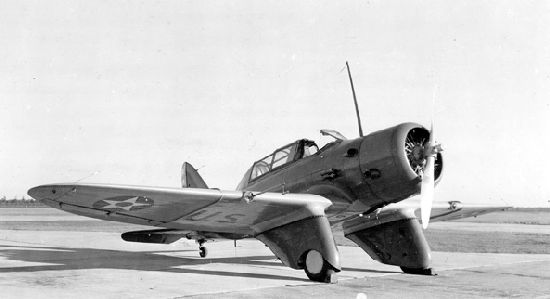
BT-8.

SEV-3
Anfibio triplaza, uno construido por EDO.
SEV-3L
Conversión terrestre del SEV-3 con tren fijo carenado y motor Wright R-975E de 350 hp, uno convertido.
SEV-3XAR
El SEV-3L modificado para competir por un contrato del USAAC, que originó el BT-8.
BT-8
Entrenador básico terrestre para el USAAC con motor P&W R-985 de 450 hp, 30 construidos.
SEV-3M
Conversión anfibia del SEV-3XAR con motor Wright SR-1820 Cyclone de 710 hp, uno convertido.
SEV-3M-WW
Versión anfibia del SEV-3M para la Fuerza Aérea Colombiana con motor Wright Whirlwind, 3 construidos (posiblemente 6).
SEV-X-BT
Versión de entrenamiento multidisciplinar del BT-8 con tren de aterrizaje retráctil y motor P&W R-1340-S3H1 de 550 hp, uno construido. El único SEV-X-BT perdió en competición contra el North American BT-9 y fue desguazado para aprovechar piezas para el Seversky 2PA-L.

## Operadores
Colombia
- Fuerza Aérea Colombiana: tres anfibios SEV-3M-WW con motores Wright Whirlwind.

 España
- Fuerzas Aéreas de la República Española

 Estados Unidos
- Cuerpo Aéreo del Ejército de los Estados Unidos

## Especificaciones (SEV-3)

### Características generales
- Tripulación: Uno (piloto)
- Capacidad: 2 pasajeros
- Longitud: 7,42 m
- Envergadura: 10,97 m
- Superficie alar: 21,42 m²
- Peso vacío: 868 kg
- Peso máximo al despegue: 1475 kg
- Planta motriz: 1× motor radial de nueve cilindros refrigerado por aire Wright J-6 Whirlwind.
  - Potencia: 313 kW (420 HP; 426 CV)

### Rendimiento
- Velocidad nunca excedida (Vne): 290 km/h
- Velocidad crucero (Vc): 226 km/h
- Alcance: 1400 km
- Alcance en combate: 1000 km (540 nmi; 621 mi)
- Techo de vuelo: 6200 m (20 341 ft)

## Aeronaves relacionadas

### Desarrollos relacionados
- Seversky P-35

### Secuencias de designación
- Secuencia BT-_ (Entrenadores Básicos del USAAC/USAAF, 1930-1948): ← BT-5 - BT-6 - BT-7 - BT-8 - BT-9 - BT-10 - BT-11 →